# Acracia
El término acracia (del griego α-, a "no", y κράτος, kratos "poder") designa una concepción que niega la necesidad de existencia de cualquier clase de autoridad. Usada ampliamente como sinónimo de anarquía, la raíz del concepto no es la misma: mientras anarquía alude a la ausencia de un gobierno o Estado que dirija la sociedad, acracia supone la ausencia de coerción.
En el sentido etimológico, la palabra acracia amplía la idea de anarquía, señalando no solamente una sociedad organizada antiestatalmente, sino además un orden social basado en el principio de no agresión, en que las normas sociales de convivencia sean resultado de acuerdos voluntarios, y donde se rechaza la legitimidad de cualquier imposición por la fuerza. 
El término alcanzó especial notoriedad en España en los años setenta, en el contexto de los años finales de la dictadura franquista y el auge de la contracultura y los movimientos sociales antiautoritarios. No obstante, el concepto existe en español desde el siglo XIX y dio nombre a diferentes publicaciones anarquistas, entre ellas las catalanas Acracia (1886-1888) y Acracia (1936-1937).

## Acracia y contracultura
En los años setenta, el término se utilizó de forma recurrente en España para designar a un conjunto de tendencias ideológicas antiautoritarias y antiinstitucionales pero no necesariamente vinculadas al anarcosindicalismo clásico de la CNT. El término se asoció generalmente al contexto contracultural y de insumisión del que participaba parte de la juventud, especialmente tras las revueltas estudiantiles de 1968 y los años de la Transición.
La acracia se asoció también a intelectuales públicos que defendían posturas heterodoxas y favorables al disenso dentro del antifranquismo, tales como los filósofos Agustín García Calvo y Eugenio Trías y cantautores como Chicho Sánchez Ferlosio. Asimismo, dio nombre al grupo de protesta estudiantil Ácratas, cercano a García Calvo y activo en la Universidad Complutense de Madrid entre 1967 y 1969. Figuras partidarias de la liberación sexual, como Ocaña, Nazario Luque o la Coordinadora de Collectius per l'Alliberament Gai (CCAG) también ocuparon posiciones próximas a la acracia, en ocasiones influidas por el situacionismo. Las revistas Ajoblanco y Star también fueron plataformas destacadas para ideas ácratas en el contexto de los nuevos movimientos sociales juveniles.
Con posterioridad, el término se ha usado para describir a otras figuras públicas como el cantautor Javier Krahe.